# Dobromir Zhechev
Dobromir Zhechev   (Sofia, 12 de novembre de 1942) és un exfutbolista búlgar de la dècada de 1960.
Fou 93 cops internacional amb la selecció búlgar amb la qual participà quatre Copes del Món.
Pel que fa a clubs, defensà els colors de Spartak Sofia i Levski Sofia.